# Black and White (film 2002)
Black and White è un film del 2002 diretto da Craig Lahiff.